# El Pastal
El Pastal är en ort i Mexiko.   Den ligger i kommunen Nacajuca och delstaten Tabasco, i den sydöstra delen av landet, 700 km öster om huvudstaden Mexico City. El Pastal ligger 6 meter över havet och antalet invånare är 401.
Terrängen runt El Pastal är mycket platt. Runt El Pastal är det tätbefolkat, med 442 invånare per kvadratkilometer. Närmaste större samhälle är Jalpa de Méndez, 13,9 km väster om El Pastal. Trakten runt El Pastal består till största delen av jordbruksmark.